# Ignacio Lewin
Ignacio "Nacho" Lewin Fernández-Bugallal (2 de abril de 1946) es un periodista, empresario y copiloto de rally español.

## Biografía
Como copiloto acompañó a diferentes pilotos españoles en los años 1970 como Juan Carlos García de la Rasilla, Julio Gargallo («Roter Fogel») y Jorge de Bagration, entre otros. Consiguió varias victorias en pruebas del campeonato de España y su mejor resultado fue un quinto puesto en la temporada 1972 donde obtuvo dos podios con Juan de la Rasilla: Critérium Luis de Baviera y 2000 Virajes.
Periodista del mundo del automovilismo y del motor, se incorporó a finales de la década de 1970 como redactor de esta temática en El País. En la década de 1980 coordinó los programas Esta noche y Si yo fuera presidente, ambos dirigidos por Fernando García Tola en Televisión Española.
En octubre de 1990, con la creación de Canal +, pasó a presentar el programa El día después, que dirigió hasta 1994. En 1992 el programa recibió el premio Ondas por su novedoso formato.
Se incorporó entonces a la cadena SER, donde presentó el programa La media vuelta durante varias temporadas.
El 25 de enero de 2000 se anunció que el 70 % de las acciones del Real Valladolid Club de Fútbol habían sido adquiridas por dos grupos empresariales madrileños, quienes nombraron presidente a Ignacio Lewin el 28 de abril de dicho año.
La etapa de Lewin como presidente fue breve: apostó por el argentino Francisco Ferraro como entrenador, pero los malos resultados llevaron a la destitución del sudamericano y que Pepe Moré tomara las riendas del equipo para salvarlo del descenso. Lewin y sus vicepresidentes dimitieron el 20 de abril de 2001, después de que Caja España negara un crédito a la entidad para sanearla, siendo asumida la presidencia por Carlos Suárez Sureda.